# Valverde (tỉnh)
Valverde là một tỉnh của Cộng hòa Dominica. Tỉnh này tách từ tỉnh Santiago vào năm 1958.

## Các đô thị và các huyện đô thị
Đến thời điểm ngày 20 tháng 10 năm 2006, tỉnh này được chia thành đô thị (municipio) và các huyện đô thị (distrito municipal - D.M.):
| - Esperanza - Boca de Mao (D.M.) - Jicomé (D.M.) - Maizal (D.M.) - Laguna Salada - Cruce de Guayacanes (D.M.) - Jaibón (D.M.) - La Caya (D.M.) - Mao - Amina (D.M.) - Guatapanal (D.M.) - Jaibón de Pueblo Nuevo (D.M.) |

Dưới đây là bảng các đô thị và huyện đô thị.
| Tên               | Tổng dân số | Dân số đô thị | Dân số nông thôn |
| ----------------- | ----------- | ------------- | ---------------- |
| Esperanza         | 98126       | 80052         | 18074            |
| Laguna Salada     | 64160       | 32107         | 32053            |
| Santa Cruz de Mao | 97125       | 79108         | 18017            |
| Valverde province | 259411      | 191267        | 68144            |